# Gose (Nara)
Pour les articles homonymes, voir Gose.
Gose (御所市, Gose-shi) est une ville située dans la préfecture de Nara, au Japon.

## Géographie

### Situation
Gose est située dans l'ouest de la préfecture de Nara, sur l'île de Honshū, au Japon.

### Municipalités limitrophes
| Chihaya Akasaka | Katsuragi | Yamatotakada, Kashihara |
| Chihaya Akasaka | Gose      | Takatori                |
| Chihaya Akasaka | Gojō      | Ōyodo                   |

### Démographie
En octobre 2022, la population de Gose s'élevait à 24 170 habitants répartis sur une superficie de 60,58 km2.

### Topographie
Le mont Yamato Katsuragi se trouve dans la partie nord-ouest de Gose.

## Histoire
La ville de Gose a été créée le 31 mars 1958 de la fusion de plusieurs municipalités.

## Transports
Gose est desservie par la ligne Wakayama de la JR West et les lignes Kintetsu Gose et Yoshino.

## Personnalités liées à la municipalité
- En no Gyōja (634-700), ascète et mystique
- Taku Hiraoka (né en 1995), snowboardeur
- Kisaku Maekawa (1895-1986), homme d'affaires, philanthrope, fondateur de Wakeijuku